# Подорож

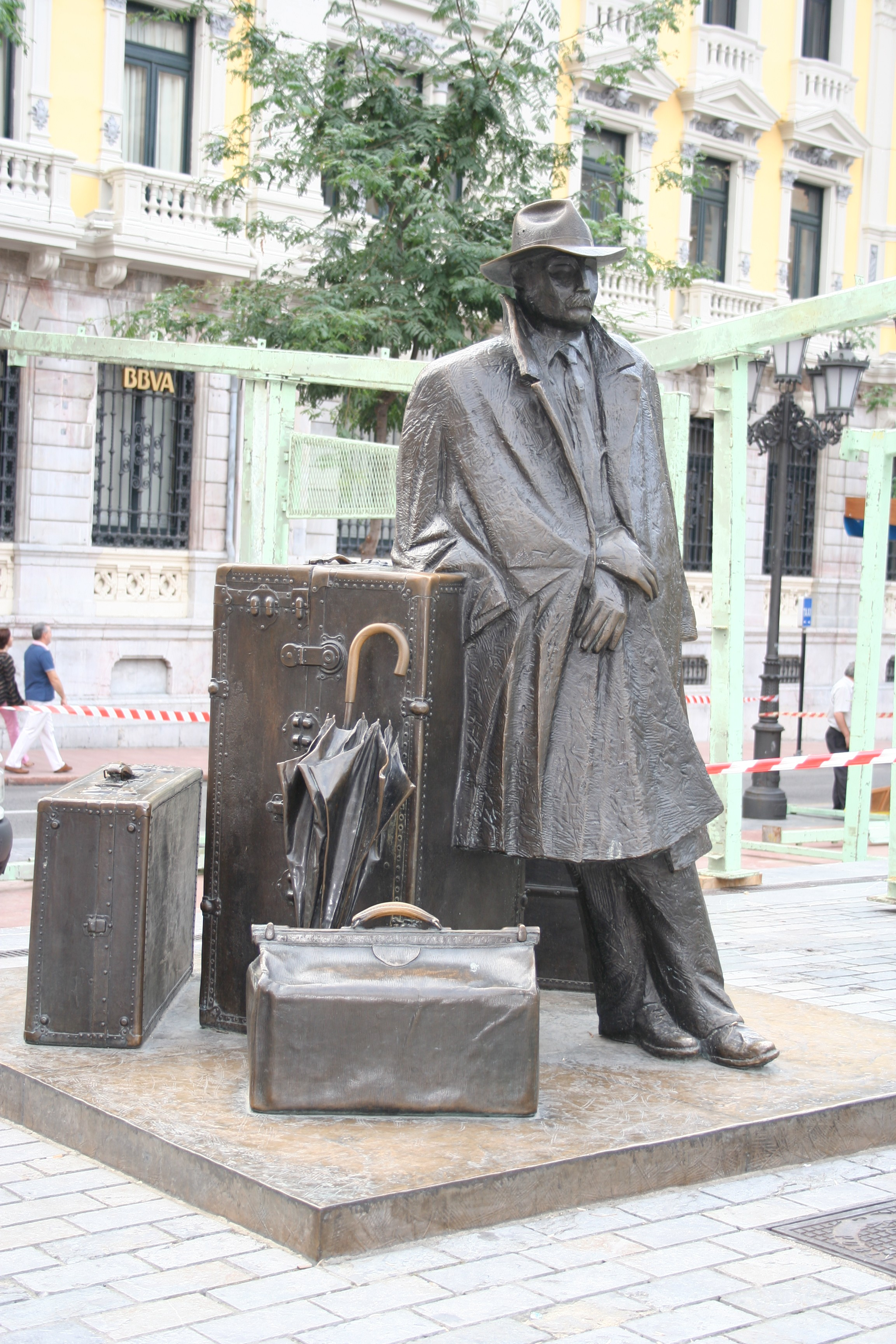
Пам'ятник мандрівникові в Ов'єдо, Іспанія

Подорож — переміщення якоюсь певною територією з метою її вивчення, а також із загальноосвітньою, пізнавальною, спортивною цілями.
До XVIII—XIX ст. подорожі були одним з основних джерел інформації про ті чи інші країни (їхні природу, населення, історію, господарство), загальний характер та рельєф поверхні Землі. Від античного часу збереглися описи подорожей Геродота, вчених, які супроводжували Олександра Македонського в його походах. Класичний приклад подорожей Середньовіччя — походи Марко Поло й Афанасія Нікітіна.
Подорожі з релігійними цілями (для поклоніння святим місцям) в Середньовіччі отримали назву «паломництво»; російські паломники, серед яких, наприклад, ігумен Даніїл, залишили подорожні записки, що отримали назву «ходіння». Епоха географічних великих відкриттів характерна багатьма подорожами, що докорінно змінили уявлення про планету[джерело?].
Пізніше велике значення для розширення знань про Землю мали мандрівки Д. Лівінгстона і Г. Стенлі, М. М. Пржевальського та інших. М. М.Пржевальський називав свої мандри науковими, тому що вони могли задовольнити лише запити первинного і загального ознайомлення з особливостями тієї чи іншої території. Тому вже в XVIII—XIX ст., в міру поглиблення досліджень, конкретизації та спеціалізації навчальних цілей і завдань, подорожі набувають характеру навчальних експедицій (Арміній Вамбері).

## У ХХ столітті
Із середини XX ст., у зв'язку з бурхливим розвитком туризму, термін «подорожувати» вживають для означення будь-якої поїздки, зробленої якоюсь мірою самостійно, незалежно від туристичної компанії. Нині мандрівниками називають людей, що влаштовують самостійно поїздки, часто авантюрні (наприклад, Ф. Ф. Конюхов, В. А. Шанін, І. П. Синицин). Подорож з принциповою відмовою від послуг туристичної компанії називається «бекпекінг» (backpacking).
Богдан Іван — перший виходець з України, чия нога ступила на землю Американського континенту.
Команда EQUITES — група українських мандрівників-екстремалів здійснили знімальні експедиції на всі континенти Землі.